# Petr Benda (matematik)
Petr Benda (24. září 1916 Koválovice u Brna – ?) byl český pedagog a elementární matematik.

## Život
Po studiích (1934) na I. státní reálce v Brně se přihlásil Petr Benda na Přírodovědeckou fakultu Masarykovy univerzity. Zvolený obor matematiku a deskriptivní geometrii však dokončil až po válce, roku 1945. Poté pokračoval v práci, kterou vykonával už i během války, kdy byl středoškolským profesorem a působil reálce, kde sám několik let před tím studoval. Ve středním školství pracoval do roku 1961. Tímto rokem nastoupil jako odborný asistent na nově vzniklou katedru matematiky na elektrotechnické fakultě VUT v Brně. V roce 1973 pak získal Petr Benda na univerzitě v Olomouci doktorský titul.
Publikační činnost Petra Bendy tematicky spadá do problematiky pedagogiky a elementární matematiky.